# Oh My Friend
Oh My Friendは1996年9月2日に発売された小比類巻かほる30枚目のシングル。

## タイアップ
ポーラ化粧品「エスティナベースメークシリーズ」のCM曲として使用された。

## 収録曲
1. Oh My Friend
作詞：小比類巻かほる　作曲：小比類巻かほる・月光恵亮　編曲：月光恵亮・鷹羽仁
2. 翼をください
作詞・作曲：小比類巻かほる　編曲：月光恵亮・鷹羽仁
3. Oh My Friend (Original Karaoke)